# Артур Аугусто де Матос Соарес
Артур Аугусто де Матос Соарес (порт. Arthur Augusto de Matos Soares; нар. 17 березня 2003, Белу-Оризонті) — бразильський футболіст, захисник німецького клубу «Баєр 04» та національної збірної Бразилії. Виступав також за клуб «Америка Мінейру». Чемпіон Німеччини, володар Кубка Німеччини та Суперкубка Німеччини.

## Клубна кар'єра
Артур де Матос народився 2003 року в місті Белу-Оризонті. Займався в юнацькій команді футбольного клубу «Америка Мінейру», у 2020 році також грав за юнацьку команду клубу «Фламенгу». У професійному футболі дебютував 2022 року виступами за команду «Америка Мінейру», в якій грав до 2023 року, взявши участь у 8 матчах чемпіонату.
З 2023 року Артур грає у складі німецького клубу «Баєр 04». У складі німецької команди за сезон став чемпіоном Німеччини, володарем Кубка Німеччини та Суперкубка Німеччини.

## Виступи за збірні
У 2023 році Артур дебютував у складі молодіжної збірної Бразилії. На молодіжному рівні зіграв у 10 офіційних матчах.
У 2023 році футболіст також дебютував у складі національної збірної Бразилії в товариському матчі проти збірної Марокко. Станом на кінець 2024 року зіграв у складі національної збірної 1 матч, у якому забитими голами не відзначився.

## Титули і досягнення
- Чемпіон Німеччини (1):

«Баєр 04»: 2023–2024
- Володар Кубка Німеччини (1):

«Баєр 04»: 2023–2024
- Володар Суперкубка Німеччини (1):

«Баєр 04»: 2024